# Strangers in the Night (album Frank Sinatra)

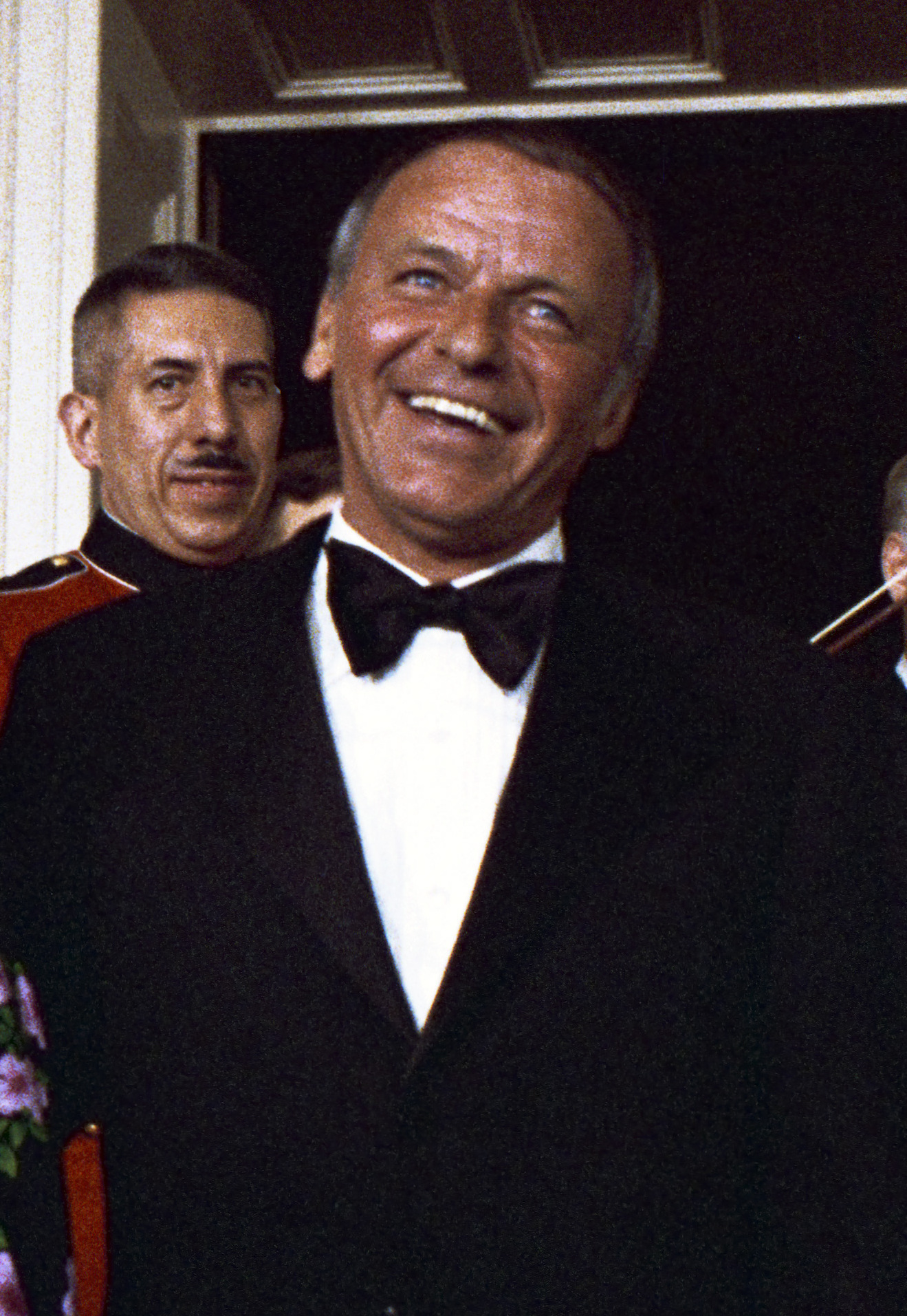
Frank Sinatra

Strangers in the Night è un album del crooner statunitense Frank Sinatra, pubblicato nel 1966 dalla Reprise Records

## Il disco
L'album segnò il ritorno di Sinatra sulla vetta delle classifiche della Billboard 200 la terza posizione in Germania Ovest e la sesta in Norvegia, oltre che su quelle della Billboard Hot 100, con la canzone che dà il titolo al disco.
Alla cerimonia dei Grammy Awards del 1967 Sinatra vinse tre premi: Album dell'anno, Canzone dell'anno e Miglior performance vocale maschile. L'arrangiamento della canzone Strangers in the Night, di Ernie Freeman, vinse il Grammy per il miglior arrangiamento.
L'album è l'unico (non compilation) di Sinatra ad aver vinto un disco di platino.
Principalmente ricordato per la canzone eponima, Strangers in the Night è l'ultima collaborazione di Sinatra con l'arrangiatore storico Nelson Riddle. Nell'edizione originale di questo album, era presente anche un sottotitolo: Sings for Moderns. Inutile dire che, per quanto sempre apprezzati da tutte le età, in un'epoca in cui i Beatles dominavano incontrastati gli album di Frank Sinatra erano destinati ad un pubblico più adulto che giovanile.
In effetti l'album non è apprezzato dalla critica e viene definito "trascurato e grossolano". Tuttavia, la canzone Strangers in the Night è senza dubbio uno dei più grandi successi commerciali di Sinatra ed uno dei suoi brani più caratterizzanti, mentre Summer Wind sarebbe stata apprezzata più lentamente da pubblico e critica con il passare degli anni.

## Tracce
1. Strangers in the Night - 2:25 - (Bert Kaempfert-Eddie Snyder-Charlie Singleton)
2. Summer Wind - 2:53 - (Meier, Bradtke, Mercer)
3. All or Nothing at All - 3:57 - (Altman, Lawrence)
4. Call Me - 3:07 - (Hatch)
5. You're Driving Me Crazy! - 2:15 - (Donaldson)
6. On a Clear Day (You Can See Forever) - 3:17 - (Lerner, Loewe)
7. My Baby Just Cares for Me - 2:30 - (Donaldson, Kahn)
8. Downtown - 2:14 - (Hatch)
9. Yes Sir, That's My Baby - 2:08 - (Donaldson, Kahn)
10. The Most Beautiful Girl in the World - 2:24 - (Hart, Rodgers)

## Musicisti
- Frank Sinatra - voce;
- Nelson Riddle - arrangiamenti;
- Ernie Freeman - arrangiamenti.